# It Is Well with My Soul
It Is Well with My Soul est un cantique écrit par Horatio Spafford et composé par Philip Bliss. C'est probablement le plus important et celui qui a le plus perduré dans le répertoire de Bliss.

## Historique
Ce cantique a été écrit après une suite d'évènements tragiques dans la vie de Spafford. Le premier a été la mort de son seul fils des suites d'une scarlatine en 1870. Le second a été le grand incendie de Chicago en 1871 qui le ruine (c'était un avocat prospère qui avait beaucoup investi dans des biens immobiliers de la zone détruite). Ses affaires pâtirent un peu plus avec la crise bancaire de mai 1873, période à laquelle il avait prévu de voyager avec sa famille en Europe à bord du bateau Ville-du-Havre. Dans un changement de dernière minute, il laissa sa famille partir avant lui le temps qu'il règle des problèmes liés au grand incendie de Chicago. Pendant la traversée de l'Atlantique, le bateau coula subitement à la suite d'une collision avec le navire Loch Earn, entrainant la mort de ses quatre filles. Sa femme Anna survécu à ce drame et lui envoya le désormais célèbre télégramme « Sauvée seule… ». Peu après, alors que Spafford voyageait pour rejoindre sa femme endeuillée, il eut l'inspiration d'écrire ces mots lorsque son bateau passa près de là où ses filles avaient péri.
Bliss appela cette mélodie Ville du Havre, du nom du navire coulé.
Après cela, les Spafford eurent trois autres enfants. En 1881, ils partirent pour la Palestine, actuellement Israël. À Jérusalem, ils aidèrent à la fondation d'une communauté religieuse appelée « American Colony » dont la mission était de servir les pauvres. Cette communauté devint plus tard le sujet du roman Jérusalem de l'écrivain suédois Selma Lagerlöf qui lui vaudra le prix Nobel de littérature en 1909.

## Paroles
(Paroles originales)
When peace like a river, attendeth my way,

When sorrows like sea billows roll;

Whatever my lot, Thou hast taught me to know,a

It is well, it is well, with my soul.

Refrain :

It is well, (it is well),

With my soul, (with my soul)

It is well, it is well, with my soul.

Though Satan should buffet, though trials should come,

Let this blest assurance control,

That Christ has regarded my helpless estate,

And hath shed His own blood for my soul.

My sin, oh, the bliss of this glorious thought!

My sin, not in part but the whole,

Is nailed to the cross, and I bear it no more,

Praise the Lord, praise the Lord, O my soul!

For me, be it Christ, be it Christ hence to live: 

If Jordan above me shall roll, 

No pang shall be mine, for in death as in life, 

Thou wilt whisper Thy peace to my soul.

But Lord, 'tis for Thee, for Thy coming we wait,

The sky, not the grave, is our goal;

Oh, trump of the angel! Oh, voice of the Lord!

Blessed hope, blessed rest of my soul.

And Lord, haste the day when my faith shall be sight,

The clouds be rolled back as a scroll;

The trump shall resound, and the Lord shall descend,

A song in the night, oh my soul! b

a "know" (à la fin de la troisième ligne) a été changé pour "say".
b "A song in the night, oh my soul" (la dernière ligne)
a été changée pour "Even so, it is well with my soul".

— Horatio Spafford

## En français
Quel repos céleste, Jésus, d'être à Toi !

A toi pour la mort et la vie,

Dans les jours mauvais de chanter avec foi :

Tout est bien, ma paix est infinie !

Refrain:

Quel repos, quel repos, quel repos, quel céleste repos !

Quel repos céleste ! mon fardeau n'est plus !

Libre par le sang du Calvaire,

Tous mes ennemis, Jésus les a vaincus,

Gloire et louange à Dieu notre Père !

Quel repos céleste ! Tu conduis mes pas,

Tu me combles de tes richesses,

Dans ton grand amour, chaque jour Tu sauras

Déployer envers moi tes tendresses.

Quel repos céleste, quand enfin, Seigneur,

Auprès de Toi, j'aurai ma place,

Après les travaux, les combats, la douleur,

À jamais je pourrai voir ta face !
— Mlle Amélie Humbert